# Sotajumala
Sotajumala — финская группа, играющая в жанре дэт-метал. Название группы переводится как бог войны.

## История группы
Группа основана в 1998 году. В 2004 году музыканты выпускают первый полноформатный альбом Death Metal Finland, который получил хорошие отзывы в прессе. В 2007 году группа выпускает второй альбом, по стилистике напоминающий первый.

### Состав группы
- Vocals: Mynni Luukkainen
- Guitar: Kosti Orbinski
- Guitar: Pete Lapio
- Bass, backing vocals: Tomi Otsala
- Drums: Timo Häkkinen

### Бывшие участники
- Harri Lastu — вокал(2000—2002)
- Arttu Romo — ударные (2000—2002)
- Jyrki Häkkinen — гитара (2000—2002)
- Teijo «105» Hakkola (2002—2004)

## Дискография
- Sotajumala — 2002 mcd
- Panssarikolonna — 2003 mcd
- Death Metal Finland — 2004 CD
- Sotajumala / Torture Killer split — 2005 CD single and 7" vinyl
- Kuolinjulistus — 2007 CD single
- Teloitus — 2007 CD
- Death Metal Finland Special Edition — 2008 double CD
- Kuolemanpalvelus 2010